# Xiaguan
Xiaguan (chinois : 下 关, Xiàguān), anciennement connue sous le nom de Hsiakwan (pinyin postal), est une ville à l'extrémité sud du lac Erhai dans le comté et la préfecture de Dali, dans la province de Yunnan, en Chine.
Xiaguan est le point d'accès principal pour Dali depuis la construction de la route de Birmanie.
La ville est devenue la plus grande ville et le centre industriel du comté, au point qu'elle est souvent appelée "Dali" ou "New Dali".
Elle est reliée à Kunming et à la Birmanie par la route express "Hangrui" (en) (G56), à Lijiang par la route express "Dali" (en) (G56) et avec la vieille ville de Dali par la route 214 (en).